# Echinocrepis
Echinocrepis är ett släkte av sjöborrar. Echinocrepis ingår i familjen Pourtalesiidae.
Kladogram enligt Catalogue of Life:
| Echinocrepis | \| \| Echinocrepis gracilis \| \| \| \| \| \| Echinocrepis rostrata \| \| \| \| |
|              | \| \| Echinocrepis gracilis \| \| \| \| \| \| Echinocrepis rostrata \| \| \| \| |
|              | Ceratophysa                                                                     |
|              |                                                                                 |
|              | Cystocrepis                                                                     |
|              |                                                                                 |
|              | Echinosigra                                                                     |
|              |                                                                                 |
|              | Pourtalesia                                                                     |
|              |                                                                                 |
|              | Rodocystis                                                                      |
|              |                                                                                 |
|              | Echinocrepis gracilis                                                           |
|              |                                                                                 |
|              | Echinocrepis rostrata                                                           |
|              |                                                                                 |

|  | Echinocrepis gracilis |
|  |                       |
|  | Echinocrepis rostrata |
|  |                       |